# شعب الكريف (العدين)

تعديل مصدري - تعديل

شعب الكريف محلة تابعة لقرية الحمراء، التابعة لعزلة بني عبد  الله بمديرية العدين إحدى مديريات محافظة إب في الجمهورية اليمنية، بلغ تعداد سكانها 114 حسب تعداد اليمن لعام 2004.